# Lenguas himalayas occidentales
Las lenguas himalayas occidentales (también llamadas kanauri-almora o kinauri-almora) son un grupo filogenético de lenguas tibetano-birmanas habladas en el estado de Himachal Pradesh (India) a lo largo de la frontera con Nepal.

## Clasificación
Diversos especialistas consideran que estas lenguas podrían formar un grupo filogenético junto con las lenguas kiranti y algunas otras lenguas de la región. Para LaPolla (2003) tanto las lenguas kiranti como las lenguas himalayas occidentales forman parte de las lenguas rung, que este autor considera podrían formar un grupo filogenético.

### Lenguas de la familia
Estas lenguas se dividen comúnmente en dos o tres ramas:
- Grupo kanauri: pattani (manchad, manchati; chamba-lahuli), tinan (tinani), gahri (bunan), kanashi, lenguas kinnauri (Sunam, jangshung, kaike, kanauri bhoti, kinnauri chitkuli, shumcho, tukpa), marchcha, jahri, rangloi, gondla.
- Grupo almora (ranglo): darma (darmiya), chaudangsi, byangsi, rangkas (johari, extinto a principiso siglo XX)

Ethnologue también el incluye el rangpo además del rawat (janggali) , que según algunos autores es similar al raji–raute y el rangpo.
Una lengua himalaya occidental, el zhangzhung (jangshung), es la lengua sagrada de la religión Bon, que se hablaba en al norte del Himalaya a lo largo de Tíbet occidental, auntes de ser reemplazada por el idioma tibetano.

## Características comunes

### Innovaciones comunes
Las lenguas himayas occidentales se caracterizan por diversas innovaciones comunes a las lenguas que forman el grupo. Entre estas innovaciones están las formas innovadas para los pronombres personaes y las marcas de concordancia verbales. Estas formas se remontarían al proto-kinarui-almora:
|                       | 1ª singular | 2ª singular | 3ª singular |
| --------------------- | ----------- | ----------- | ----------- |
| pronombre personal    | *gai        | *gan        | *du         |
| marca de concordancia | *-ga        | *-na        | *u          |
Los reflejos de dichas innvocaciones permiten dividir netamente a estas lenguas en los dos subgrupos mencionados.

### Comparación léxica
Los numerales en diferentes lenguas kinauri-almora son:
| GLOSA | Almora  | Almora     | Almora  | Almora           | Kinauri            | Kinauri       | Kinauri  | Kinauri              | Kinauri | PROTO- KINAURI- ALMORA | Thami (thangmi) | raji   |
| GLOSA | Byangsi | Chaudangsi | Darmiya | Rangkas (johari) | Pattani (manchati) | Ghari (bunan) | Kinnauri | Jangshung (jangrami) | Kaike   | PROTO- KINAURI- ALMORA | Thami (thangmi) | raji   |
| ----- | ------- | ---------- | ------- | ---------------- | ------------------ | ------------- | -------- | -------------------- | ------- | ---------------------- | --------------- | ------ |
| '1'   | tiɡɛ    | tig        | t̪aku    | taka             | itsə               | tiki          | id̪       | it                   | tiː     | *tik-                  | dil             | daa    |
| '2'   | nəšɛ    | nisi       | niçju   | nisi             | jùʈə               | niskiŋ        | niʃ      | niɕ                  | nje     | *nis-                  | nis             | nʰi    |
| '3'   | sɯm     | sum        | sɯm     | sum              | ʂ̩umu               | sumi          | ɕum      | hʊm                  | sum     | *sum                   | sum             | sũŋ    |
| '4'   | pi      | pi         | pi      | pi               | pi                 | pi            | pə       | pɨ                   | li      | *p-li                  | waːli           | pãɾi   |
| '5'   | ŋəĩ     | ŋəi        | ŋai     | ŋəi              | ŋa                 | ŋaĩ           | ŋɑ       | ŋa                   | ŋā      | *(p-)ŋa(i)             | waːlŋaː         | pŋa    |
| '6'   | tugu    | ʈugo ʈogo  | ʈuku    | ʈuk              | trui               | trui          | ʈuk      | ʈu                   | ru      | *t-ruk                 | maːt̚            | turke  |
| '7'   | nišɛ    | nis nisjə  | neçju   | nhisi            | ɲʰiji              | ŋiʒi          | t̪iʃ      | ɕiɕ                  | ne      | *(s-)nisi-             | ɽo              | kʰatt  |
| '8'   | jɛdɛ    | zjəd       | ɟjɛdu   | zjəd             | re                 | gei           | rəj      | gjɛt                 | kjeː    | *r-gjət                | laːʔ            | (aʈʰa) |
| '9'   | gui     | gui        | gwi     | gwi              | ku                 | gù            | gwi      | gu                   | gu      | *gwi                   | kit̚             | (nau)  |
| '10'  | cì      | ci         | ci      | ci               | sá                 | cui           | sɑːj     | tɕui                 | cju     | *t-cip                 | dʰicip          | (das)  |